# James Grayman
James Theophilus Grayman (Parham, 11 ottobre 1985) è un ex altista antiguo-barbudano.

## Biografia
Cresciuto sull'isola di Antigua, ha iniziato a cimentarsi nelle manifestazioni sportive juniores dei Caraibi dal 2003. Nel 2006 si è approcciato ad una prima edizione dei Giochi del Commonwealth a cui è seguita nel 2007 la partecipazione ai Mondiali di Osaka e la medaglia di bronzo nei Giochi panamericani di Rio de Janeiro. L'anno successivo è approdato ai Giochi olimpici di Pechino 2008, senza riuscire a centrare la finale. È stato ad un passo dal podio nell'edizione 2010 dei Giochi del Commonwealth, ultima grande manifestazione internazionale a cui ha preso parte prima di ritirarsi dalle competizioni agonistiche.

## Palmarès
| Anno | Manifestazione                   | Sede           | Evento        | Risultato | Prestazione | Note |
| ---- | -------------------------------- | -------------- | ------------- | --------- | ----------- | ---- |
| 2003 | Giochi CARIFTA U20               | Port of Spain  | Salto in alto | 5º        | 1,98 m      |      |
| 2003 | Campionati CAC                   | Saint George's | Salto in alto | 10º       | 1,95 m      |      |
| 2003 | Campionati panamericani juniores | Bridgetown     | Salto in alto | 8º        | 2,05 m      |      |
| 2004 | Campionati CAC juniores          | Coatzacoalcos  | Salto in alto | 6º        | 2,00 m      |      |
| 2005 | Campionati CAC                   | Nassau         | Salto in alto | 6º        | 2,15 m      |      |
| 2006 | Giochi del Commonwealth          | Melbourne      | Salto in alto | 9º        | 2,10 m      |      |
| 2006 | Campionati NACAC under 23        | Santo Domingo  | Salto in alto | 6º        | 2,11 m      |      |
| 2006 | Giochi CAC                       | Cartagena      | Salto in alto | 4º        | 2,13 m      |      |
| 2007 | Giochi panamericani              | Rio de Janeiro | Salto in alto | Bronzo    | 2,24 m      |      |
| 2007 | Mondiali                         | Osaka          | Salto in alto | 38º (q)   | 2,14 m      |      |
| 2008 | Giochi olimpici                  | Pechino        | Salto in alto | 28º (q)   | 2,20 m      |      |
| 2009 | Giochi dell'ALBA                 | L'Avana        | Salto in alto | Bronzo    | 2,10 m      |      |
| 2009 | Campionati CAC                   | L'Avana        | Salto in alto | Oro       | 2,19 m      |      |
| 2010 | Giochi CAC                       | Mayagüez       | Salto in alto | 7º        | 2,10 m      |      |
| 2010 | Giochi del Commonwealth          | Nuova Delhi    | Salto in alto | 12º       | 2,15 m      |      |
| 2011 | Campionati CAC                   | Mayagüez       | Salto in alto | Argento   | 2,25 m      |      |
| 2011 | Giochi panamericani              | Guadalajara    | Salto in alto | 4º        | 2,24 m      |      |